# Lepturus pulchellus
Lepturus pulchellus es una especie de plantas herbáceas perteneciente a la familia de las poáceas. Es originaria de Socotra.

## Taxonomía
Lepturus pulchellus fue descrita por (Balf.f.) Clayton y publicado en Kew Bulletin 37(3): 420. 1982.
Etimología
Lepturus: nombre genérico que deriva del griego leptos (delgado) y oura (cola), refiriéndose, ya sea, a la gluma lanceolada lineal o, (más probablemente), a su esbelta inflorescencia.
pulchellus: epíteto latíno que significa "preciosa"
Sinonimia
- Ischnurus pulchellus Balf.f.[5]